# NGC 2881
NGC 2881 este o emission-line galaxy⁠(d) situată în constelația Hidra. A fost descoperită în 9 februarie 1886 de către Lewis A. Swift.